# カチナ
カチナ、またはカチーナとは、主にアメリカインディアンのホピ族が信仰する、超自然的な精霊のような存在。アリゾナ州フラッグスタッフ郊外のサンフランシスコピーク近くの聖なる山に住んでいると言われている。ホピ族だけでなく文化的に近い関係にあるズニ族やラグナ族などにも同様の信仰が残っている。
ホピ族のカチナは総数400以上存在すると言われているが、正確な数は誰にも分からない。

## 属性

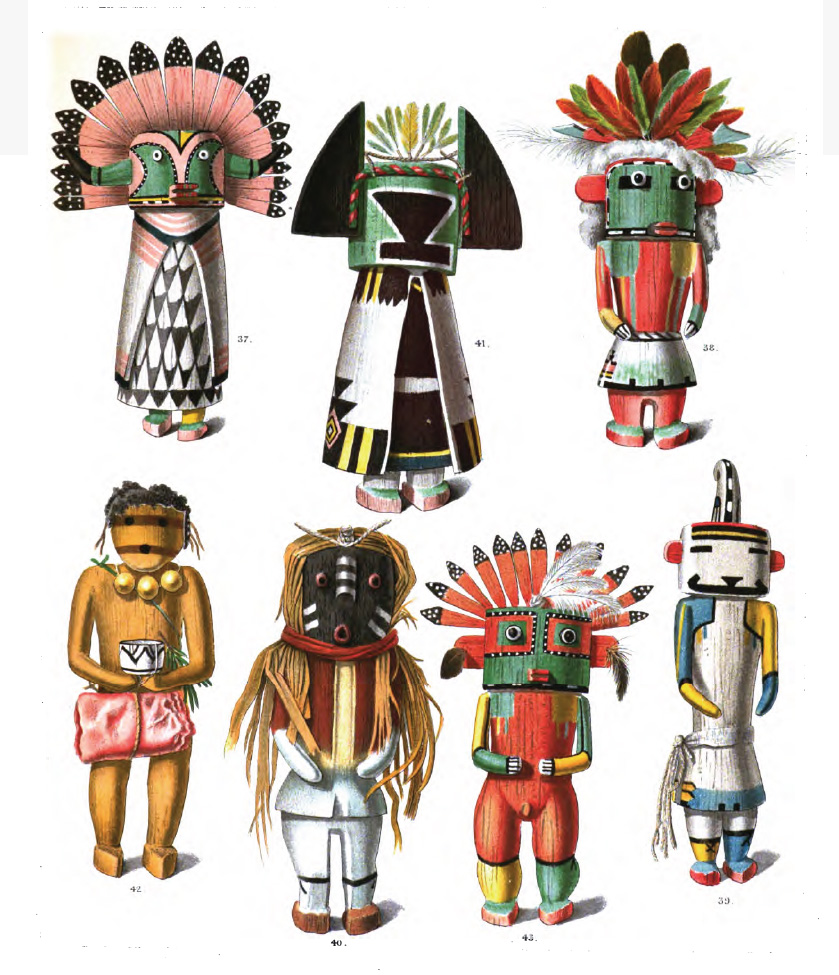
神話本に描かれたカチナドール(1894年)

カチナにはその役割や形態によりカテゴリーに分けることができる。
- チーフ（リーダー格、重要な役割を持つ） - Aholi, Eototo, Masaw, Ahola, Crow Mother, Chakwaina, Wupamo, Soyal, Grand Mother
- 警備（儀式を滞り無く行うための観客のコントロールや和を乱す者への罰を与える） - Hilili, Ewiro, Broad Face, Warrior Maiden, Owl, Ahote, Hoote, Whipper, Owango-zrozro
- ダンサー（最も一般的なグループ） - ong Hair, Bean, Corn, Deer, Antelope, Humming Bird, Eagle
- ランナー（4月の儀式にのみ登場しホピの男と競争する） - Rattle, Chili, Pot Carrier, Chipmunk, Kokopelli Mana, Red Kilt
- 道化（儀式を和ませる） - Hano Clown(Koshare), Mocking, Mud Head, Navajo Clown, Hoe

## 伝承
元々カチナは目に見えない存在だったが、大規模な旱魃により危機的な状況に追い込まれたホピの人々を救済するため人間的な形に姿を変え人々の前に姿を現した。カチナの助けのおかげでホピの人々の生活は劇的に良くなったが、やがてホピの生活に堕落が見えてくるとカチナ達はホピの村を立ち去ってしまう。立ち去る前にホピの人々に儀式の行い方等を教え、正しく儀式が行われた時のみカチナ達が現れると約束した。それから数百年の間ホピ族は毎年決まった時期に決められた儀式を行い、カチナの助けを借りながら生活している。

## カチナドール

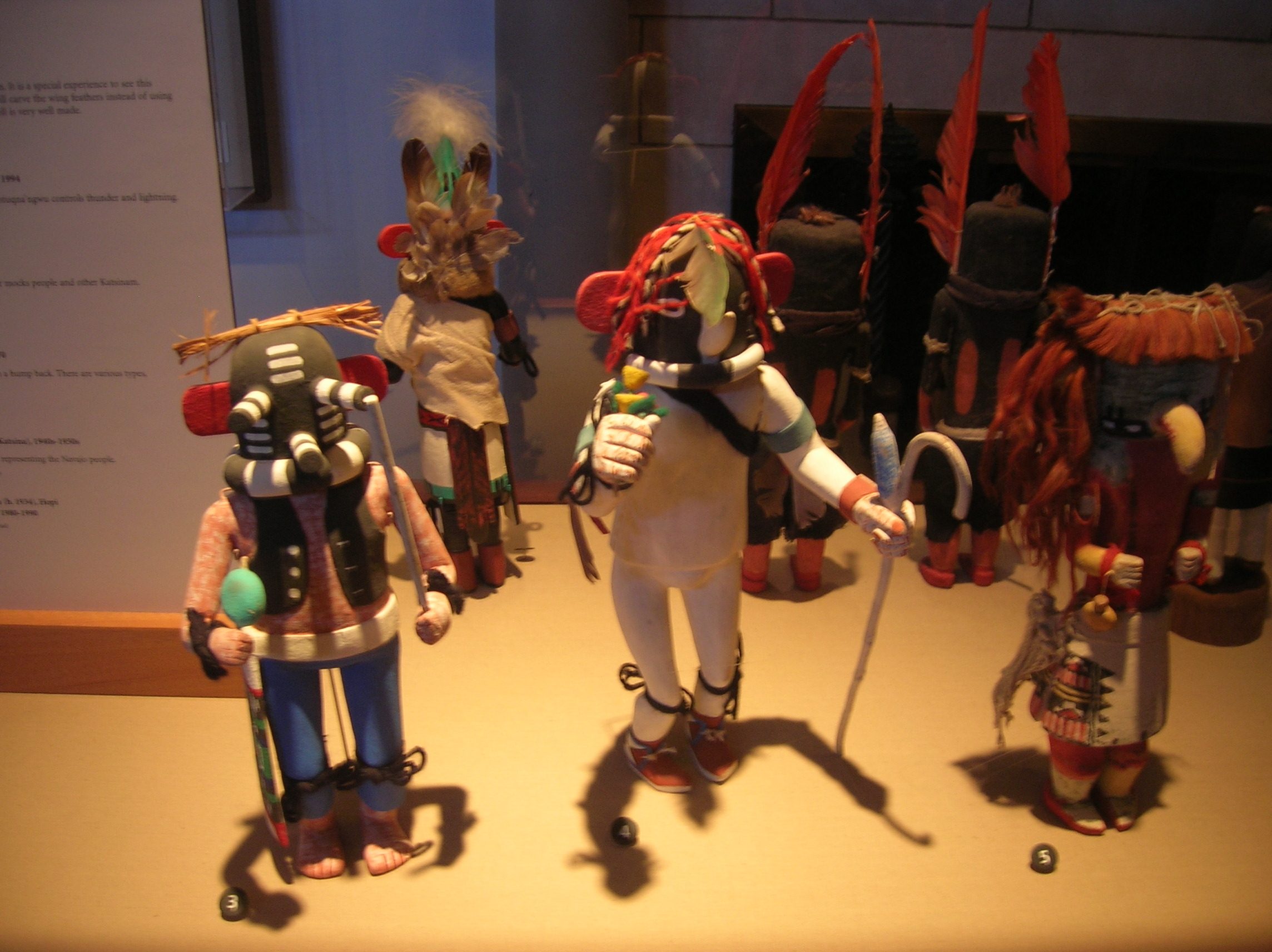
フェニックスの博物館にあるカチナドール

ホピ族の人々が儀式としてのカチナダンスの折、カチナから女の子に手渡されてきたが、現在はホピのみならず、世界中に広がっている。コットンウッドと呼ばれる木製のもので、通常ホピ族の社会に所属する精霊カチナ信仰の男性が色や形など決まりに沿って作製している。宗教的ソサエティに所属していない人々が形をまねて作るものはカチナ人形とは呼ばないが、近年お土産物やホピ以外の部族によるカチナ風人形やアーティストなどが独自で似せて作る人形をカチナ人形と表現することもあり、混乱を招いている。
元々は、儀式で精霊カチナとなる身近な男性から人形を手渡され、各家で子供たちはそれぞれのカチナの役割や格好を覚えてきた。その姿の愛らしさと神秘性から初めてホピ以外の人々の手の元に手渡ったのは、1870年代、アメリカの地理学者、ジョンウエスリー・パウエルという人物とされている。その後も民俗学者や世界中のアーティストを中心に愛好者が増え、現在ではホピ族の約2割の人々がカチナ人形制作に関わっている。カチナ人形はホピ族の現在の経済に大きくかかわっているといって過言ではない。
しかし、先に記したようにホピのソサエティに属さない（カチナ信仰の元暮らしていない人）人々が安易にカチナ人形を作製し、彼らの経済を脅かしているのも事実である。本物のカチナ人形にはそれぞれの精霊の名前が必ず表記されている。単に「カチナ」と表記されているものはカチナ人形ではなく、お土産用にホピ以外の人々が作ったものである可能性が高い。購入する際は販売店にそのカチナの具体的な意味と名前を必ず確かめた方が良い。

## 表記
日本語での表記は「カチナ」または「カチーナ」と記され、英語表記では「katsina」、「katcina」、「kachina」と記される。元来、ホピ語は文字表記から始まったものではなく、発音から後に文字に置き換えたものであるため、ホピの人々の間でも表記は様々だが、主に「katsina」「katcina」が使われている。ホピ語での発音は「カツィナ」、「カッツィーナ」となる。通常ホピ族が作るカチナ人形には、具体的な精霊の名前が記されているが、ナバホ族などが作るお土産用のカチナ風人形（カチナ信仰のない人が似せて作る人形）は具体的な精霊の名前は記されていない。しかしアメリカのお土産物店では「kachina」「katsina」、また日本のインディアン小物を扱うショップでは、「ホピ族の精霊人形カチナ」などと表記されていることがあるので注意が必要である。